# Henrik Madsen (forfatter)
 For alternative betydninger, se Henrik Madsen. (Se også artikler, som begynder med Henrik Madsen)
Henrik Madsen (født 1961) er en dansk forfatter.